# Nastrzelacz

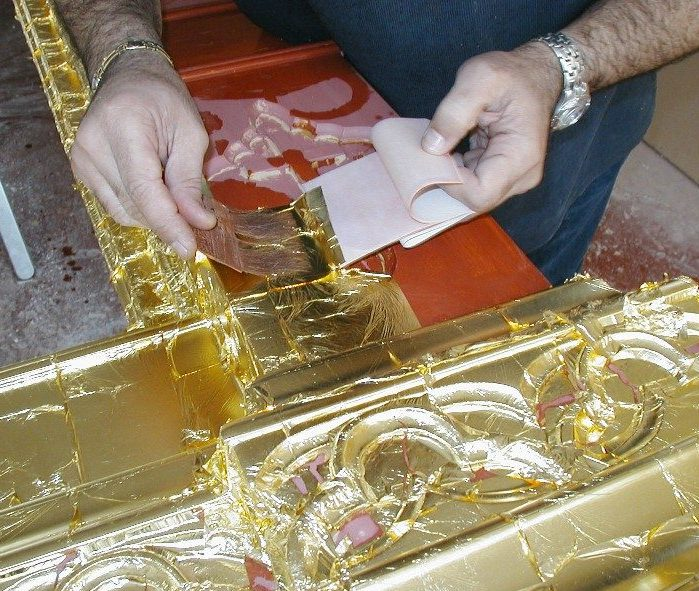
Nastrzelacz

Nastrzelacz – płaski pędzel do nakładania płatków złota. Wykonany jest z długiego, delikatnego, naturalnego włosia np. wiewiórki, borsuka, oprawionego w płaskie tekturki. Pędzle te mają z reguły oznaczenia informujące o szerokości podawanej w calach - np. 1', 2'. Nazwa pochodzi od delikatnego dźwięku, jaki towarzyszy dobrze wykonanej operacji nakładania płatka złota na pulment podczas złocenia.

## Literatura
- Arleta Tylewicz, Sztuka pozłotnictwa i inne techniki zdobienia, Poznań, Wyd. eMPi2, 2007